# 阿尔瓦拉特德拉尔索维斯波
阿尔瓦拉特德拉尔索维斯波，是西班牙阿拉贡自治区特鲁埃尔省的一个市镇。总面积206平方公里，总人口2185人（2001年），人口密度11人/平方公里。